# Warsaw Shore (temporada 7): Campamento de invierno
La séptima temporada de Warsaw Shore, un programa de televisión polaco con sede en Varsovia transmitido por MTV Polonia, se anunció el 20 de enero de 2017. Comenzó a transmitirse el 26 de febrero de 2017. El 14 de febrero de 2017, se anunció el regreso de los miembros del reparto Alan Kwieciński, Ewelina Kubiak y Klaudia Stec. Antes del estreno se confirmó que la serie se filmaría en Zakopane. Anna Aleksandrzak abandonó el programa para luego regresar en la octava temporada. Esta fue la última temporada en presentar como miembros principales a Alan Kwieciński, Magdalena  Pyznar, Ewelina Bańkowska y Magdalena  Pyznar, también Klaudia Stec quien regresó más tarde para la décima temporada.

## Reparto
- Alan Kwieciński
- Anna "Ania Mała" Aleksandrzak
- Damian "Stifler" Zduńczyk
- Ewelina "Młoda" Bańkowska
- Ewelina Kubiak
- Jakub "Ptyś"Henke
- Klaudia Stec
- Magdalena  Pyznar
- Piotr "Piotrek" Polak
- Wojciech "Wojtek" Gola

### Duración del reparto
| Nombre    | Episodios | Episodios | Episodios | Episodios | Episodios | Episodios | Episodios | Episodios | Episodios | Episodios | Episodios | Episodios |
| Nombre    | 1         | 2         | 3         | 4         | 5         | 6         | 7         | 8         | 9         | 10        | 11        | 12        |
| Alan      |           |           |           |           |           |           |           |           |           |           |           |           |
| Ania Mała |           |           |           |           |           |           |           |           |           |           |           |           |
| Ewelina   |           |           |           |           |           |           |           |           |           |           |           |           |
| Klaudia   |           |           |           |           |           |           |           |           |           |           |           |           |
| Magda     |           |           |           |           |           |           |           |           |           |           |           |           |
| Młoda     |           |           |           |           |           |           |           |           |           |           |           |           |
| Piotrek   |           |           |           |           |           |           |           |           |           |           |           |           |
| Ptyś      |           |           |           |           |           |           |           |           |           |           |           |           |
| Stifler   |           |           |           |           |           |           |           |           |           |           |           |           |
| Wojtek    |           |           |           |           |           |           |           |           |           |           |           |           |
| --------- | --------- | --------- | --------- | --------- | --------- | --------- | --------- | --------- | --------- | --------- | --------- | --------- |

## Episodios
| N.º (total) | N.º (temp.) | Título        | Estreno               | Audiencia (en millones) |
| ----------- | ----------- | ------------- | --------------------- | ----------------------- |
| 81          | 1           | «Episodio 1»  | 26 de febrero de 2017 | 122 363                 |
| 82          | 2           | «Episodio 2»  | 5 de marzo de 2017    | 120 072                 |
| 83          | 3           | «Episodio 3»  | 12 de smarzo de 2017  | 114 752                 |
| 84          | 4           | «Episodio 4»  | 19 de marzo de 2017   | 133 300                 |
| 85          | 5           | «Episodio 5»  | 26 de marzo de 2017   | 132 777                 |
| 86          | 6           | «Episodio 6»  | 2 de abril de 2017    | 125 119                 |
| 87          | 7           | «Episodio 7»  | 9 de abril de 2017    | 70 665                  |
| 88          | 8           | «Episodio 8»  | 16 de abril de 2017   | 74 215                  |
| 89          | 9           | «Episodio 9»  | 23 de abril de 2017   | 111 406                 |
| 90          | 10          | «Episodio 10» | 7 de mayo de 2017     | 43 617                  |
| 91          | 11          | «Episodio 11» | 14 de mayo de 2017    | 78 438                  |
| 80          | 92          | «Episodio 12» | 21 de mayo de 2017    | 77 943                  |